# Star Carr

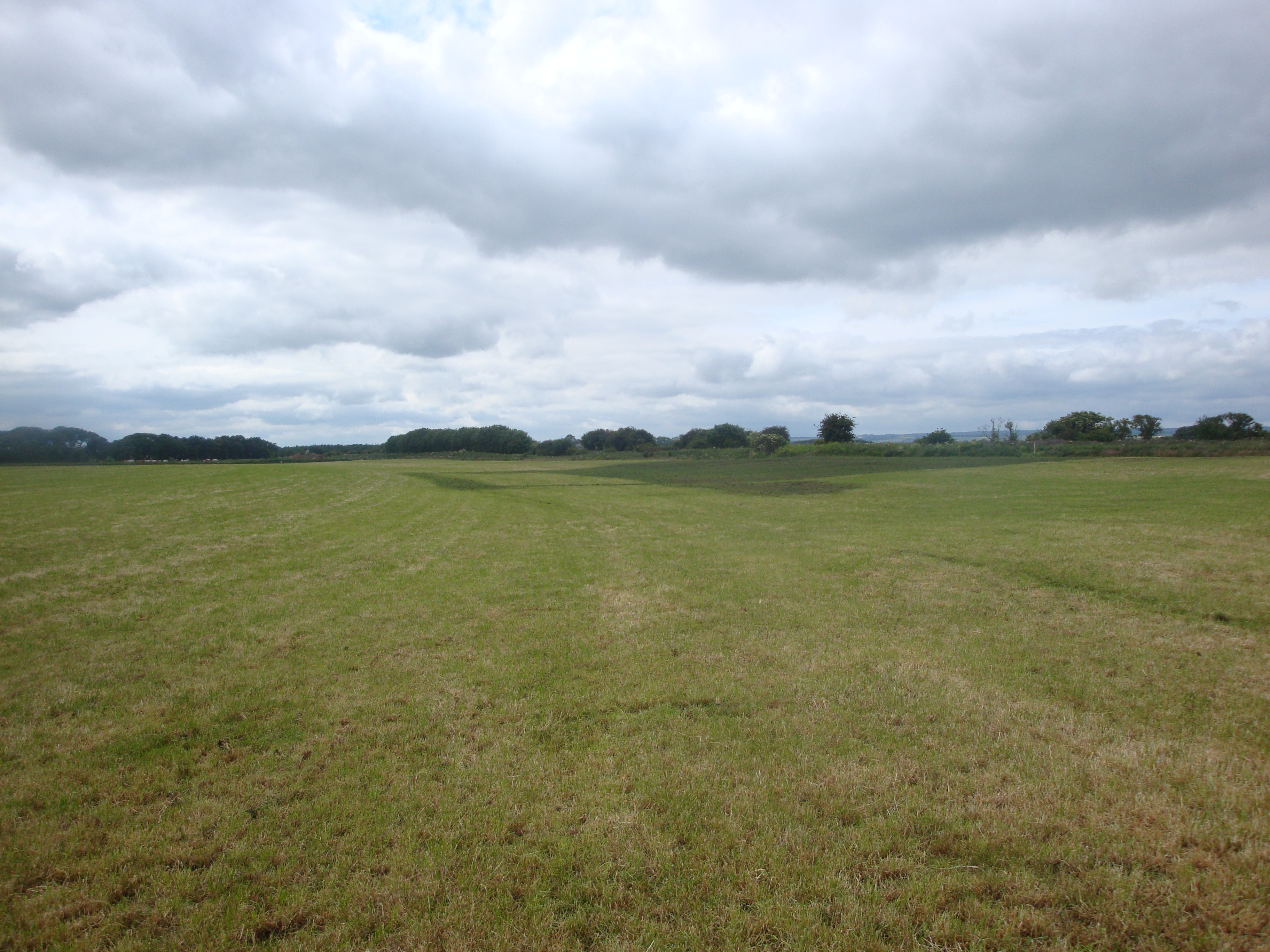
Widok na Star Carr

Star Carr – otwarte stanowisko archeologiczne z okresu mezolitu, położone na równinie torfowej około 8 kilometrów na zachód od Scarborough w północno-wschodnim Yorkshire. Eponimiczne dla jednej z najważniejszych wczesnomezolitycznych jednostek kulturowych Niżu Europejskiego, związanej z lokalnym wariantem wczesnego kompleksu maglemoskiego.
Stanowisko zostało przebadane po raz pierwszy w latach 1949-1953 przez Grahame Clarka; badania kontynuowano w następnych latach. Podmokła gleba bardzo dobrze zakonserwowała prehistoryczne szczątki organiczne. Datowanie radiowęglowe wskazuje, iż teren Star Carr był zamieszkany przez ludzi z przerwami przez około trzy stulecia na początku IX tysiąclecia p.n.e. Osadnictwo nie miało charakteru stałego, grupy łowców przebywały w okolicy najpewniej tylko w okresie polowań późną wiosną i latem. Prace wykopaliskowe dostarczyły mikrolitycznych narzędzi kamiennych oraz wyrobów z kości i rogu (harpunów, ostrzy, ozdób), jak również jednych z najstarszych drewnianych wioseł. Odkryto także liczne szczątki stanowiących pożywienie zwierząt (tur, jeleń, łoś, dzik) oraz jadalnych, dziko rosnących roślin.